# 4352 Кіото
4352 Кіото (4352 Kyoto) — астероїд головного поясу, відкритий 29 жовтня 1989 року.
Тіссеранів параметр щодо Юпітера — 3,287.